# 亚当·莱纳
亚当·莱纳（德語：Adam Rainer，1899年—1950年3月4日）是有记载的历史上唯一一位既患过侏儒症又患过巨人症的人。此外，据信他还患有肢端肥大症。

## 生平

### 侏儒症时期
亚当·莱纳于1899年出生于奥匈帝国的格拉茨（在今奥地利）。据称莱纳从小时候开始就一直非常矮小和瘦弱。1917年时他年满18岁，但当时测得他的身高仅有122.55厘米。1918年的另一次测量测出他的身高为111.5厘米。侏儒症的典型定义特征是成人身高低于147厘米，因此莱纳在早年被诊断为侏儒症患者。也因为这一原因，他未能加入奥匈帝国军队参加第一次世界大战。

### 巨人症时期
莱纳20岁出头的时候，身体突然开始急剧生长。此后的十年间，他的身高平均每年增加9.14厘米。到1932年33岁时，莱纳的身高已经达到218厘米。19岁到22岁的三年间，他的鞋码也从43欧洲码猛增至57.5欧洲码。
两名医生在1930年8月至1931年5月对莱纳的身体进行了详细的检查，发现了其脑内有一个良性的垂体瘤。这一肿瘤压迫分泌生长激素的腺体，使身体长期分泌大量生长激素，导致其不受控制地快速生长。病因查明后，医生遂为他切除了这一肿瘤。
在切除肿瘤之前，莱纳已因脑下垂体功能失常和快速生长而变得虚弱无力，甚至无法站立。手术后不久，莱纳入住了一所老人院，并在那里度过了余生。1950年莱纳去世，时年51岁，身高234厘米。